# Maybe He'll Know
«Maybe He'll Know». En español, Quizá él sabe. Es una canción interpretada por la cantante y compositora estadounidense Cyndi Lauper, La compañía discográfica Epic Records la publicó el 12 de mayo de 1986 como el quinto y último sencillo de su segundo álbum de estudio True Colors. Este sencillo fue lanzado solo en Holanda en 1987. Es un remake de la canción que Lauper había grabado con su banda anterior, Blue Angel. Las dos versiones son ligeramente diferentes líricamente en unas pocas líneas. Billy Joel se une a este remake en estilo Doo Wop de back-up vocal. 

## Versión de Blue Angel
La versión de Blue Angel de la canción aparece en la película 200 Cigarettes cuando el personaje de Kate Hudson está en el baño de un restaurante componiéndose ella misma. 
Un remix de "Maybe He'll Know" - supuestamente creada con la intención de solo lanzarse en los EE. UU. - surgió como el lado B del sencillo "I Drove All Night".

## Listado de pistas
7"
- A. "Quizás él lo sepa (Remix) - 3:44
- B. "Una y otra vez" - 3:59

12"
- A. "Quizás él lo sepa" (versión del álbum) - 4:24
- B1. "One Track Mind"- 3:39
- B2. "Calma dentro de la tormenta"-  3:54

- Datos: Q2029550